# Guerra ruso-turca (1710-1711)
La guerra ruso-turca de 1710-1711, también conocida como la Campaña del río Prut, fue un conflicto entre Rusia y el Imperio otomano que estalló luego de que los rusos derrotaran a Suecia en la batalla de Poltava. Con la ayuda de diplomáticos austríacos y franceses, Carlos XII de Suecia, pese a estar herido, logró escapar del campo de batalla a la corte del sultán otomano Ahmed III, a quien persuadió para que declarase la guerra a Rusia el 20 de noviembre de 1710.
El evento principal del conflicto fue la mal planificada campaña del río Prut en 1711. En esta, tropas rusas comandadas por Pedro el Grande y Borís Sheremétev, trataron de invadir Moldavia con la ayuda del monarca moldavo Dimitrie Cantemir. Pero fueron rodeadas y derrotadas por tropas otomanas bajo el mando del Gran Visir Baltaci Mehmet Pasha, en la decisiva batalla de Stănileşti.
El conflicto llegó a su fin el 21 de julio con la firma del Tratado del Prut, para decepción de Carlos XII. El tratado estipulaba el regreso de Azov a manos de los otomanos. Taganrog y varias otras fortalezas rusas debían ser destruidas. Por su parte, el zar ruso se comprometió a no interferir en los asuntos de la Mancomunidad de Polonia-Lituania.

## Consecuencias
Historiadores turcos han indicado en repetidas ocasiones que Baltaci Mehmet Pasha cometió un importante error estratégico al firmar el tratado con términos relativamente fáciles de cumplir para los rusos. Considerando que Pedro estaba al mando de las tropas rusas, si Baltaci Mehmet Pasha no hubiese firmado el tratado de paz y hubiese buscado la captura del zar, la historia pudo haber cambiado. Sin Pedro, Rusia muy difícilmente hubiese podido llegar a ser una potencia imperial, y el futuro archienemigo del Estado Otomano en los Balcanes, el Mar Negro y el Cáucaso.
Aunque la noticia de la victoria fue bien recibida en Constantinopla, el grupo de poder que estaba en favor de la guerra hizo que la opinión pública se volcase en contra de Baltaci Mehmet Pasha, quien fue acusado de aceptar sobornos de Pedro el Grande. Baltaci Mehmet Pasha fue, por consiguiente, relevado de sus funciones.
Carlos XII y su aliado en guerra, el Kan de Crimea Devlet II Giray, continuaron insistiendo al Sultán para que declarase otra guerra. En la primavera siguiente, los grupos a favor de la guerra, quienes habían acusado a Rusia de retrasarse en el cumplimiento del tratado de paz, estuvieron cerca de conseguir su objetivo. La guerra fue evitada gracias a gestiones diplomáticas y un segundo tratado fue firmado el 17 de abril de 1712. Un año después de firmado este nuevo acuerdo, la guerra volvió a estallar por acusaciones de que los rusos habían retrasado su retirada de Polonia. Ahmed III volvió a declarar la guerra el 30 de abril de 1713. Sin embargo, no hubo hostilidades significativas y un nuevo acuerdo de paz fue negociado rápidamente. Finalmente el Sultán se cansó de la presión por declarar la guerra y decidió ayudar al rey sueco a retornar a su país. Ahmed III también depuso a Devlet II Giray del trono del Kanato de Crimea y lo envió al exilio en la isla otomana de Rodas porque no demostró respeto hacia Carlos XII durante las campañas contra Rusia (el Kan consideraba a Carlos un prisionero y se negaba a seguir sus órdenes). Carlos XII dejó el Imperio Otomano y se dirigió a la Pomerania sueca, la cual fue sitiada más adelante por tropas de Sajonia, Dinamarca, Prusia y Rusia.